# SMAP SHOP
SMAP SHOP是一间不定期开放的限时销售SMAP相关产品的商店。

## 曾开放时间及地点
1. 2005年12月10日－2006年1月3日
  - 会场地址：富士电视台
  - HOT☆FANTASY ODAIBA|HOT☆FANTASY ODAIBA 2005-200的展台之一。
2. 2006年12月5日－2007年1月7日
  - 会场地址：表参道Hills
3. 2007年12月2日－2008年1月7日
  - 会场地址：表参道Hills
  - 商铺主题："HAPPY HAPPY SMAP"
4. 2008年12月16日－2009年1月12日
  - 会场地址：赤坂Sacas
  - 商铺主题："MERRY HAPPY SMAP"
5. 2009年12月18日－2010年1月11日
  - 会场地址：赤坂Sacas
  - 商铺主题："CHAN TO SHI NAI TO NE!"
6. 2010年12月8日－2011年1月10日
  - 会场地址：赤坂Sacas
  - 商铺主题："Are You Smap?"
7. 2011年12月8日－2012年1月9日
  - 会场地址：赤坂Sacas
  - 商铺主题："RUNNING SMAP!"
8. 2012年12月5日－2013年1月6日
  - 会场地址：赤坂Sacas
  - 商铺主题："GIFT from SMAP"
9. 2013年12月5日－2014年1月5日
  - 会场地址：赤坂Sacas
  - 商铺主题："50(GO) GO SMAP"
10. 2014年12月5日－2015年1月6日
  - 会场地址：赤坂Sacas
  - 商铺主题："Saikou de Saikou no Smap Shop 2014-2015"
11. 2015年12月10日－2016年1月6日
  - 会场地址：赤坂Sacas
  - 商铺主题："10th Anniversary SMAP SHOP！"